# تسرع القلب التلقائي
تسرع القلب التلقائي نوع من اللانظميات القلبية تولّد فيه منطقة من القلب نظمًا سريعًا غير طبيعي، تُسمى الحالة أحيانًا الفعالية التلقائية المفرطة. تختلف هذه التسرعات القلبية عن التسرعات القلبية بدارات عود الدخول (عود دخول الإشارات الكهربائية الأذيني البطيني وعود الدخول العقدي الأذيني البطيني) التي يوجد فيها مسار كهربي شاذ يسبب الحالة المرضية. معظم التسرعات القلبية التلقائية تسرعات فوق بطينية. من المهم تمييز تسرع القلب التلقائي بسبب اختلاف علاجه عن علاج تسرع القلب بعود الدخول. أهم ما يميز تسرع القلب التلقائي وجود مرحلة «الإحماء» ومرحلة «التراجع». يبدأ تسرع القلب بعود الدخول فجأة وينتهي فجأة، إذ يستخدم جهاز التوصيل القلبي المسار الشاذ فجأة ثم يتوقف عن استخدامه فجأة، بينما يبدأ تسرع القلب التلقائي تدريجيًا وينتهي تدريجيًا بسبب التغيرات التدريجية في معدل النظم التلقائي.

## الأنماط

### تسرع جيبي غير ملائم
يُعرّف التسرع الجيبي غير الملائم بأنه تسرع جيبي لا ينجم عن أمراض طبية أو رد فعل فيزيولوجي أو أدوية، ويصاحبه أعراض، وغالبًا ما يكون مُضعفًا ويؤثر على نوعية الحياة. تشمل أعراض التسرع الجيبي غير الملائم الخفقان، وعدم الارتياح في الصدر، والإرهاق، وضيق التنفس، وخفة الرأس (الشعور بقرب الإغماء)، والإغماء. لا تُفهم جيدًا آليات نشوء التسرع الجيبي غير الملائم وتشمل الأسباب المحتملة اعتلال العقدة الجيبية الأذينية والأجسام المضادة الذاتية المنشطة لمستقبلات بيتا الأدرينالية، وفرط حساسية مستقبلات بيتا الأدرينالية، والأجسام المضادة للمستقبلات المسكارينية أو نقص حساسية هذه المستقبلات، وضعف التحكم الانعكاسي بضغط الدم، وضعف وظيفة العصب المبهم الصادر، والتحفيز الحسي الألمي، وفرط نشاط الجهاز العصبي الذاتي، وخلل التعديل العصبي الهرموني.

### تسرع فوق بطيني
يشمل مصطلح التسرع فوق البطيني لانظميات القلب السريعة الناشئة من الجزء العلوي من القلب. توجد أربعة أنواع رئيسية: الرجفان الأذيني، والرفرفة الأذينية، والتسرع فوق البطيني الانتيابي، ومتلازمة وولف باركنسون وايت. تشمل أعراض التسرع فوق البطيني الخفقان وخفة الرأس والتعرق وضيق الصدر و/أو الألم الصدري.

### تسرع بطيني
التسرع البطيني هو تسرع في معدل ضربات القلب ينشأ من البطينين، وهما الحجرتان السفليتان في القلب. لا يؤدي حدوث التسرع البطيني لثوانٍ إلى مشكلة دائمة، إلا أن حدوثه لفترات أطول يكون خطرًا. وتُسمى النوبات المتعددة التي تحدث في فترة زمنية قصيرة «عاصفة كهربائية». قد تحدث نوبات قصيرة من التسرع البطيني دون أعراض، أو تظهر أعراض مثل الدوخة أو الخفقان أو الألم الصدري. يمكن أن يؤدي التسرع البطيني إلى الرجفان البطيني وينتهي بالسكتة القلبية. يُسمى تحول التسرع البطيني إلى رجفان بطيني «تدهور التسرع البطيني». يُوجد التسرع البطيني في البداية لدى نحو 7% من الأشخاص الذين يتعرضون للسكتة القلبية.

### تسرع وصلي تلقائي
التسرع الوصلي التلقائي نوع من اللانظميات القلبية ينشأ في العقدة الأذينية البطينية ومنطقة حزمة هيس. يُمكن أن يُشار إليه باسم التسرع الوصلي، أو التسرع الوصلي البؤري، أو التسرع الوصلي الهاجر. عادةً ما يكون معدل ضربات القلب بين 200 و250 نبضة في الدقيقة. ويكون الأطفال أكثر عرضة للإصابة بالتسرع الوصلي التلقائي، الذي يمكن أن يكون خلقيًا أو مكتسبًا بعد عمل جراحي. يُعتقد أن الخلل الوظيفي الأساسي في التسرع الوصلي التلقائي هو زيادة غير طبيعية في الفعالية التلقائية.

### تسرع أذيني هاجر
التسرع الأذيني الهاجر المعروف أيضًا باسم التسرع الأذيني التلقائي، هو تسرع في معدل ضربات القلب ينشأ في الأذينتين. يكون معدل إطلاق الإشارات الكهربائية من البؤرة الهاجرة أسرع من معدل العقدة الجيبية الأذينية، فيسيطر نشاط البؤرة على نشاط العقدة الجيبية الأذينية الطبيعي. تتراوح معدلات ضربات القلب لدى الأطفال والمراهقين المصابين بهذا النوع من التسرع بين 130 و210 نبضة في الدقيقة، لكنها يمكن أن تتجاوز 300 نبضة في الدقيقة لدى الرضع.